# Сан-Антонио Унидо
«Сан-Антонио Унидо» (исп. Club Social y Deportivo San Antonio Unido) — чилийский футбольный клуб из города Сан-Антонио. В настоящий момент он выступает во Втором дивизионе Чили, третьем по силе дивизионе страны.

## История
Клуб был основан 21 июля 1961 года.
«Сан-Антонио Унидо» играет свои домашние матчи на стадионе «Мунисипаль Доктор Олегарио Энрике Эскаланте» в Сан-Антонио, вмещающем 2 024 зрителя.

## Клубные факты
- Сезонов в Примере B (22): 1962—1983
- Сезонов во Втором дивизионе (11): 2013—н. в.
- Сезонов в Третьем дивизионе (21): 1992—2012